# 2069 Hubble
A 2069 Hubble (ideiglenes jelöléssel 1955 FT) a Naprendszer kisbolygóövében található aszteroida. Indianai Egyetem fedezte fel 1955. március 29-én.